# Леонов, Александр Георгиевич (чекист)
Алекса́ндр Гео́ргиевич Лео́нов (14 апреля 1905, село Григоровка; ныне — Каневский район, Черкасская область — 19 декабря 1954, Ленинград) —руководящий сотрудник НКГБ-МГБ СССР, один из активных участников сталинских репрессий в период ВОВ и в послевоенный период, начальник Следственной части по особо важным делам МГБ СССР, генерал-майор госбезопасности. Расстрелян в 1954 году как сообщник В. С. Абакумова. Не реабилитирован.

## Биография
В органах ВЧК-ГПУ-НКВД-НКГБ-МГБ СССР с 1921 года.
Принимал активное участие в начальной стадии фабрикации дела Еврейского антифашистского комитета.
В 1951 году ЦК ВКП(б) создал комиссию Политбюро в составе Маленкова, Берия, Шкирятова, Игнатьева и поручил ей проверить факты, сообщённые М. Д. Рюминым. Направил в эту комиссию докладные записки о работе Абакумова. Арестован 13 июля 1951 года после рассмотрения на Политбюро заявления подполковника Рюмина по делу врачей, согласно постановлению:
Снять с занимаемых постов начальника следственной части по особо важным делам МГБ СССР т. Леонова и заместителя начальника следственной части т. Лихачёва как способствовавших Абакумову обманывать партию и исключить их из партии.
Обвинялся в преступлениях, предусмотренных ст. ст. 58-1 «б», 58-7, 58-8 и 58-11 УК РСФСР. Расстрелян  19 декабря 1954 года по приговору выездной сессии Военной коллегии Верховного Суда СССР в г. Ленинград. 
Не реабилитирован.
Лишен всех наград указом Президиума ВС СССР от 22.08.1955 № 123/56.

## Награды
- Орден «Знак Почета» (15.03.1938)
- Знак «Почетный работник ВЧК-ОГПУ (XV)» (09.05.1938)
- Орден Красной Звезды (20.04.1943)
- Орден Отечественной войны 2-й степени (28.10.1943)
- 2 ордена Красного Знамени (31.07.1944 и 03.11.1944)
- Орден Отечественной войны 1-й степени (25.03.1945)
- 2 ордена Ленина (13.09.1945 и 06.11.1946)